# Киришима
Киришима (јап. 霧島市) град је у Јапану у префектури Кагошима. Према попису становништва из 2005. у граду је живело 127.309 становника.

## Становништво
Према подацима са пописа, у граду је 2005. године живело 127.309 становника.
| 1995.   | 2000.   | 2005.   |
| ------- | ------- | ------- |
| 122.279 | 127.912 | 127.309 |